# Kraljeva kanadska vojna mornarica
Kraljeva kanadska vojna mornarica (angleško Royal Canadian Navy, RCN, francosko Marine royale canadienne) je vojna mornarica v sestavi Kanadskih oboroženih sil. Trenutni poveljnik je vice-admiral Mark A. G. Norman. Ima tri poveljstva - atlantsko, pacifiško in mornariško rezervo, skupno je leta 2011 štela 8500 rednih pripadnikov in 5100 rezervistov. Flota je razdeljena približno enakovredno na tihooceanski in atlantski del, sestavlja pa jo 12 fregat razreda halifax, en rušilec, štiri podmornice, 12 patruljnih ladij in več pomožnih plovil (podatki za 2015). Ladje imajo oznako HMCS pred imenom, kratica za Her Majesty's Canadian Ship (Kanadska ladja njenega visočanstva).
Mornarica je bila ustanovljena z Zakonom o pomorski službi 4. maja 1910. V naslednjih desetletjih je iz političnih razlogov stagnirala in šele naraščanje napetosti v 1930. letih je spodbudilo vlado h gradnji pomorske sile. Tik pred drugo svetovno vojno in med njo je potekal obsežen program gradnje ladij in novačenja, tako da je leta 1945 štela 365 bojnih ladij ter 100.000 mož, udeleženih predvsem pri varovanju konvojev v Atlantiku. Med hladno vojno se je strategija usmerila predvsem v protipodmorniško delovanje in podporo pomorskih blokad v oboroženih konfliktih te dobe - korejski in zalivski vojni. Politične težave so se nadaljevale, tako da je bila leta 1968 vojna mornarica kljub protestom visokih častnikov ukinjena kot samostojna veja in reorganizirana kot pomorsko poveljstvo (MARCOM) v sklopu enotne strukture oboroženih sil. Od konca hladne vojne je bila v podporni vlogi vključena v različne operacije vojne proti terorizmu, začenši z invazijo na Afganistan leta 2011, ter v različne humanitarne operacije po svetu. Leta 2011 je kanadska vlada pomorskemu poveljstvu vrnila ime Kraljeva kanadska vojna mornarica.